# Sans plus attendre (álbum)
Sans Plus Attendre es un álbum de estudio de 1993 de la cantante belga Axelle Red
Cuatro sencillos fueron lanzados del álbum "Elle danse seule", "Je t'attends", "Sensualité" y "Le monde tourne mal".

## Lista de canciones
| Original Album |                         |                                                            |          |  |
| N.º            | Título                  | Escritor(es)                                               | Duración |  |
| 1.             | «Elle danse seule»      | Richard Seff                                               | 4:01     |  |
| 2.             | «Amoureuse ou pas»      | Edward Holland / Lamont Dozier / Brian Holland / Axelle R. | 3:23     |  |
| 3.             | «Vendredi soir»         | Brian Nelson / Axelle R.                                   | 2:55     |  |
| 4.             | «Sensualité»            | Albert Hammond / Shelly Peiken / Axelle R.                 | 3:50     |  |
| 5.             | «Le monde tourne mal»   | Richard Seff                                               | 5:18     |  |
| 6.             | «Pars»                  | Daniel Seff / R. Seff                                      | 3:08     |  |
| 7.             | «Je t'attends»          | D. Seff / R. Seff                                          | 3:33     |  |
| 8.             | «Un homme ou une femme» | Wigbert Van Lierde / Axelle R.                             | 3:28     |  |
| 9.             | «Femme au volant»       | Van Lierde / Axelle R.                                     | 3:41     |  |
| 10.            | «Les voisins»           | D. Seff / R. Seff                                          | 3:55     |  |
| 11.            | «Présence»              | D. Seff / R. Seff                                          | 4:05     |  |
| 12.            | «Kennedy Boulevard»     | D. Seff / R. Seff                                          | 3:42     |  |
| 45:00          |                         |                                                            |          |  |

## Reconocimientos
| País    | Certificación | Fecha | Ventas certificadas | Ventas físicas |
| ------- | ------------- | ----- | ------------------- | -------------- |
| Bélgica | 5 x Platinum  |       | 150,000             |                |
| Francia | Platinum      | 1997  | 200,000             |                |

## Lista de éxitos musicales
| Chart (1993-1997)               | Peak position |
| ------------------------------- | ------------- |
| Belgian (Flanders) Albums Chart | 16            |
| Belgian (Wallonia) Albums Chart | 19            |
| French Albums Chart             | 15            |

| End of year chart (1997)        | Position |
| ------------------------------- | -------- |
| Belgian (Flanders) Albums Chart | 52       |
| Belgian (Wallonia) Albums Chart | 30       |